# 村上奈菜
村上 奈菜（むらかみ なな、1992年2月3日 - ）は、日本のファッションモデル、タレント。福岡県出身。BOSSA所属。

## 来歴
東京音楽大学ピアノ科卒業。